# جافيت تانغانغا
جافيت تانغانغا (بالإنجليزية: Japhet Tanganga)‏ (مواليد 31 مارس 1999) هو لاعب كرة قدم إنجليزي يلعب كمدافع في نادي توتنهام هوتسبير.

## روابط خارجية
- جافيت تانغانغا على موقع الاتحاد الأوربي (الإنجليزية)
- جافيت تانغانغا على موقع إي إس بي إن إف سي (الإنجليزية)
- جافيت تانغانغا على موقع قاعدة بيانات كرة القدم.إي يو (الإنجليزية)
- جافيت تانغانغا على موقع ليكيب (الفرنسية)
- جافيت تانغانغا على موقع Soccerbase.com (لاعب) (الإنجليزية)
- جافيت تانغانغا على موقع Soccerway.com (الإنجليزية)
- جافيت تانغانغا على موقع عالم كرة القدم.نت (الإنجليزية)